# Alexandre Moll
Pour les articles homonymes, voir Moll.
Alexandre-Pierre Moll (Eschentzwiller, 26 février 1767 - Colmar, 20 septembre 1841), est un fonctionnaire, industriel et homme politique français.

## Biographie
Issu d'une famille notable d'Eschentzwiller, Alexandre Moll fit ses études au collège de Porrentruy puis, de 1786 à 1789, devint, dans la ville de Ferrette, secrétaire du bailli (Jean Claude Gérard) de la seigneurie et comté de Ferrette. Il fut témoin, en juillet 1789 de la prise et de l’incendie de la demeure de celui-ci dans le faubourg de Ferrette. Il commença sa carrière de fonctionnaire sous la Première République, en tant que chef de bureau à Altkirch.
Catholique opposé aux mesures de déchristianisation de l'époque révolutionnaire, il avait soutenu sous le Consulat une église catholique réfractaire contre la paroisse constitutionnelle de son village.
Industriel alsacien, il fut le propriétaire d'un tissage à Lutterbach, près de Mulhouse, avant d'être ruiné par les malversations d'un de ses chefs de service. Il se consacra alors pleinement à ses activités de fonctionnaire et fut nommé directeur des contributions, d'abord à Mulhouse, puis à Düsseldorf (1808-1815) plus tard à Colmar (1822-1830).
Élu représentant de l'arrondissement d'Altkirch à la Chambre des Cent-Jours puis député du Haut-Rhin à la Chambre introuvable, il fut réélu jusqu'en 1822 et siégea parmi la majorité ultra (1815-1816) quelque peu modéré en votant en 1817 contre les lois d'exception et pour la nouvelle loi électorale (loi Lainé).
Nommé maire de Mulhouse en 1816 (mandat qu'il assura jusqu'au 7 novembre 1819), Moll eut la tâche de gérer les conséquences de l'invasion de 1815 et, parmi ces dernières, le casernement des troupes d'occupation autrichiennes.
Royaliste modéré mais fidèle aux Bourbons, il accueillit à Mulhouse le duc d'Angoulême. Premier maire catholique de Mulhouse, il apporta son soutien à ses coreligionnaires, alors minoritaires dans une ville dominée par la bourgeoisie protestante et libérale.
Nommé directeur des contributions du département du Haut-Rhin à Colmar en 1822, il fut relevé de son poste en 1830.